# Битка при Евримедон (469/466 пр.н.е.)
Битката при Евримедонт (на старогръцки: Εὐρυμέδων, Eurymedon, Köprüçay) се води по море и суша през 469 пр.н.е. или 466 пр.н.е. между Атинския морски съюз под командването на Кимон и персите (държавата на Ахеменидите на Ксеркс I), край бреговете на южното малоазийско крайбрежие при устието на река Евримедон (днес Köprüçay в Южна Турция) в Памфилия през късната фаза на Персийските войни.
Aтинският флот под командването на Кимон постига съкрушителна победа по море и суша. С тази победа Кимон успява да затвърди сигурността на гръцките полиси в Егейско море и да отвори търговските пътища към Мала Азия. Победата увеличава престижа му в Атина.